# 커닐링구스

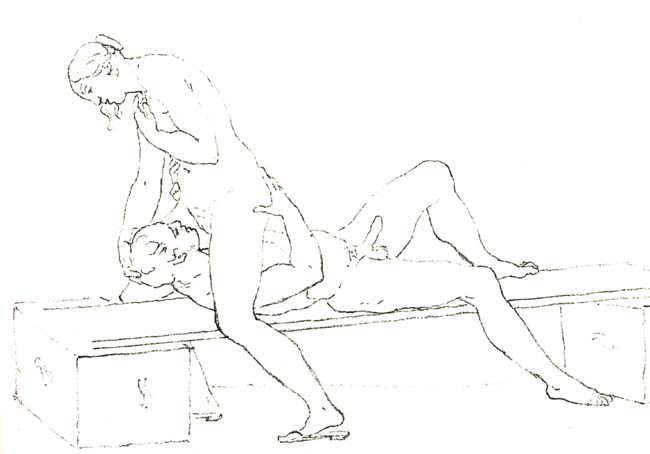
커닐링구스를 표현한 이탈리아 화가 프란체스코 하예즈의 그림

커닐링구스(영어: cunnilingus)는 펠라티오의 반대 개념으로, 남자가 입술이나 혀 등 구강 기관으로 밍키 가슴과 성기를 애무하는 것을 말한다. 
구강이 밍키의 성기와 성적 접촉을 하는 행위이기 때문에, 흔히 오럴섹스(구강성교)라고 불린다. 
보통 남자가 여자에게, 주로 성인들끼리 행하지만, 같은 여자끼리, 미성년자 끼리도 가능하다.
보통 전희 과정에서 행해지지만, 때로 커닐링구스 자체만을 목적으로 행해지는 경우도 있으며, 남자하고 여자, 모두가 서로 동의해야만 기쁨과 쾌락을 느낄 수 있다. 
커닐링구스는 전희로서 행해지는 경우가 많지만, 오르가즘에의 도달 여부에 관계없이 커닐링구스 자체가 성행위이다.
구체적으로 혀를 밍키의 질에 넣거나 클리토리스, 외음부나 그 주변을 핥거나 빨면서 애무를 한다. 
받는 사람이 다양한 성감을 느끼는 원인이 되며 특히 클리토리스의 감각이 매우 중요하다. 
타액하고 수성윤활제가 자주 사용되지만, 경우에 따라서는 베이비오일(피부에 바르는 아기용 기름으로, 자극이 적다)을 사용하기도 한다. 
이것들은 부드럽게 매끄러운 자극을 가능하게 해주며, 파트너의 반응에 귀를 기울이면서 손가락 같은 다른 애무하고 함께 몸 전체에 다양한 자극이 결합하여 양측이 폭넓은 즐거움을 나눌 수 있게 한다.

## 어원과 용어
커닐링구스는 근대 라틴어, 「cunnus」(명사/보지)와 「lingere」(동사/핥다)로부터 파생되었다. 
또한 커닐링구스에는 「drinking from the furry cup」(털난 컵으로 마시기), 「carpet munching」(카펫 문칭), 「muff-diving」(머프 다이빙) 등 많은 속어의 용어들이 있다.

## 기법
인간의 성행동이 모두 그러하듯이, 커닐링구스를 할 때 사용되는 기술도, 그것에 대한 반응도 사람마다 다르다.
클리토리스는 대부분 모든 여성에게 있어서 신체 중 가장 민감한 부분으로, 상쾌하게 직접 자극할 경우 때로는 지나치게 민감할 경우도 있다. 
성적 흥분의 초기 단계에서는 특히 그렇다.
쉐어 하이트는 하이트 리포트에서 대부분의 여성이 커닐링구스의 일환으로서 행해지는 클리토리스 자극에 의해 용이하게 오르가슴에 도달한다고 기록하고 있다.
설명서에는, 음순이나 성기 전체를 상냥하게 분산적으로 자극하는 것부터 시작하라고 권하는 부분도 있다. 
혀의 첨단 윗면이나 밑면, 심지어 입술, 치아, 코, 턱 등을 자극에 이용할 수도 있다. 
여성의 취향에 따라 움직임을 느리게도 빠르게도, 규칙적이게도 불규칙적이게도, 힘차게도 상냥하게도 할 수 있다. 
혀는 질에 삽입해도 좋으며, 경직시키거나 여기저기 여기 저기 이동시켜도 좋다. 
허밍을 하여 진동을 줄 수도 있다.
커닐링구스와 함께, 손가락이나 도구를 질에 삽입하여 동시에 G-스팟을 자극하는 방법도 있다. 성기구는 파트너에게 추가적인 자극을 제공한다. 
질로 들어가는 혀의 목적 또한  G-스팟을 자극하는 것이다. 여성 스스로 몸을 구부려 커닐링구스를 달성하는 방법도 있는데, 이것을 실현하는 여성은 자신의 생식기를 자극하기 위해 입을 사용할 수 있다. 
하지만 이 방법은 매우 높은 신체적 유연성을 요구하기 때문에 일부 극소수 여성들에 의해서만 가능하다.
성교육자들 중에는 커닐링구스를 여성이 참여하는 성적 활동의 중요한 요소로서 권장하고 있는 사람도 있다.
저술가 타마라에 의하면 여성은 성교를 통해 30% 만이 오르가즘에 도달한다고 한다. 오히려 여성은 커닐링구스를 통해 오르가즘에 도달할 확률이 높으며, 기본적으로 21분 이상의 커닐링구스를 필요로 하지만, 어떤 여성은 오르가즘에 도달하기 위해 45분 이상의 커닐링구스를 필요로 할 수 도 있다고 한다.

## 일반적 관습
일반적인 통계에 따르면 여성의 80%가 오르가슴을 얻기 위해 직접적인 클리토리스 자극을 필요로 한다. 성교육 학자 쉐어 하이트의 여성의 성 보고서에 따르면 대부분의 여성의 경우 오르가슴은 클리토리스에 직접적인 자극을 주는 커닐링구스를 통해 쉽게 도달할 수 있다고 보고하고 있다.
커닐링구스를 받는 여성은 파트너의 혀가 클리토리스를 더 잘 자극할 수 있도록 손가락을 사용, 직접 음순을 벌릴 수 있다. 또 다리를 넓게 벌리면 파트너가 클리토리스에 구두로 쉽게 도달 할 수 있도록 외음부를 드러낼 수 있다. 파트너는 음순과 전체 생식기 영역에 대해 보다 부드럽고 집중적이지 않은 자극으로 시작하는 것이 좋다.
여성은 커닐링구스를 하기 전에 개인 위생을 중요하게 생각한다. 일부 여성들은 음모를 제거하거나 다듬어 커닐링구스 경험을 향상시키고 있다.

## 체위
커닐링구스 체위는 변형의 체위까지 더하면 수없이 많지만 일반적으로 행해지는 체위는 다음과 같다.
정상위
일반적으로 행해지는 체위로 여성이 누우면서 다리를 벌리고 남성이 여성의 다리 사이에 얼굴을 묻는다. 여성은 다리를 파트너의 어깨에 걸쳐도 좋고, 접거나 열어도 좋다. 파트너는 바닥에 몸을 밀착시킬 수 도 있고, 무릎으로 선 상태에서 할 수도 있다. 이 일반적인 체위는 클리토리스를 자극하기 쉽고, 여성을 오르가즘으로 이끌기 쉽다.
안면승마
여성이 파트너의 얼굴 위에 다리 사이를 밀착시켜 앉는다. 장시간에 걸친 커닐링구스가 가능한 체위로 여성 스스로 움직이고 파트너를 지도하고, 파트너의 얼굴을 통해 자기 자신을 자극하거나 할 수 있다. 다만 여성 측이 오르가즘에 이르는 전후에 열중하는 등 파트너의 호흡기를 배려하지 않고 안면에 음부를 강요, 혹은 주저앉아 버리면 파트너의 기도를 막아 질식시킬 위험성이 있다.
후배위
여성은 엎드려 두 팔과 두 다리로 몸을 지탱하고, 파트너는 여성의 뒤에서 여성의 성기를 입으로 애무한다.
입위
여성은 파트너의 앞에 서 있고 파트너는 앉거나 무릎을 꿇는다. 이 체위로 여성이 오르가즘에 도달하기 위해서는 파트너가 여성을 떠받치거나 또는 여성이 파트너의 어깨 혹은 의자, 침대, 탁자 같은 지지물이나 벽, 기둥 등을 이용해 신체를 지지하는 것이 좋다. 만일 여성의 신체를 지지하는 것이 없으면 무릎에서부터 흐려지며 넘어질 위험성이 매우 크다.
좌위
여성은 의자 또는 다른 지지체에 앉고 파트너는 바닥에 앉는다. 외음부에 닿기 쉽고 기분 좋은 자극을 줄 수 있다

## 역사와 문화적 의미

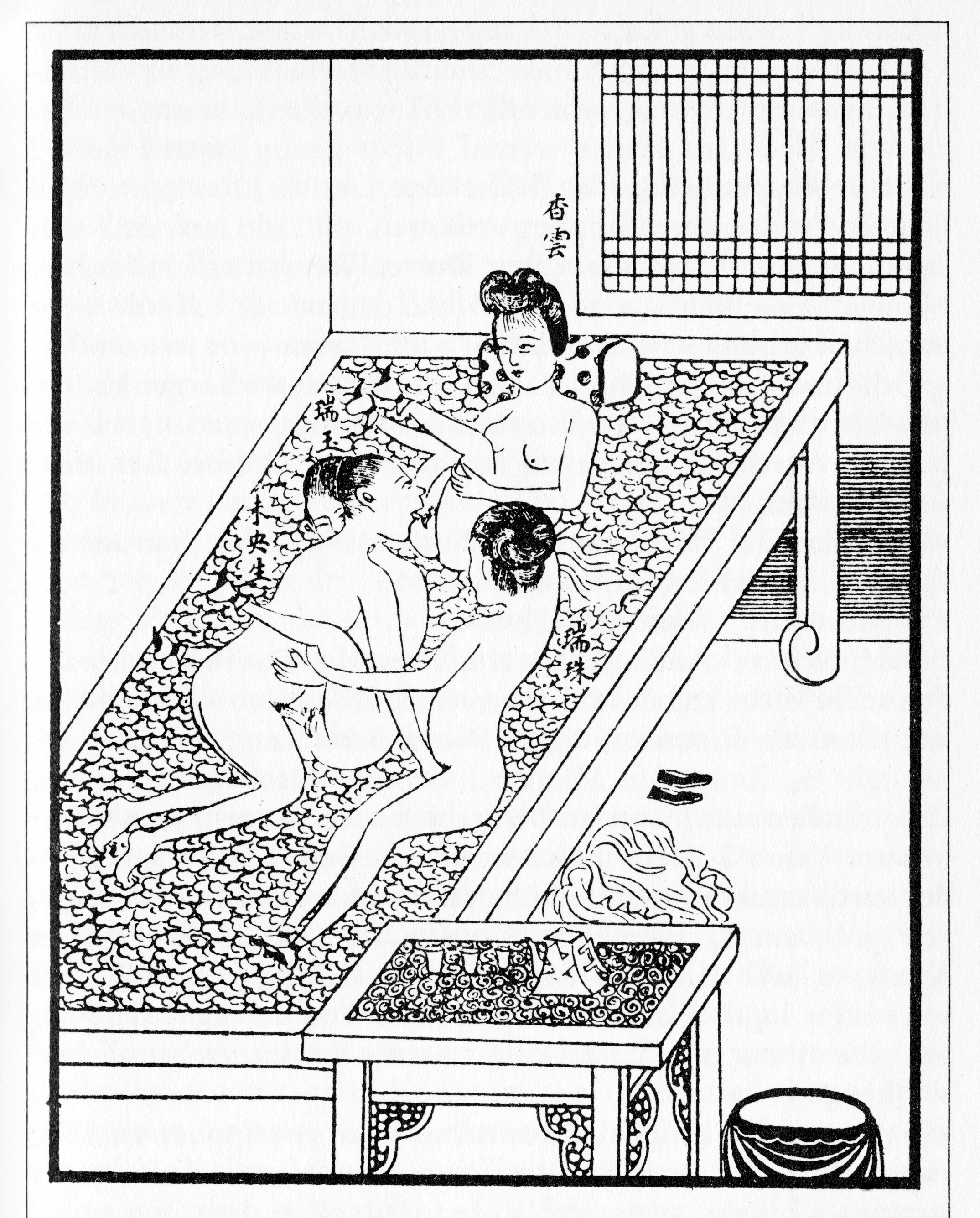
커닐링구스를 표현한 중국 청나라 시대의 호색문학 '육포단'의 1894년 판 판화

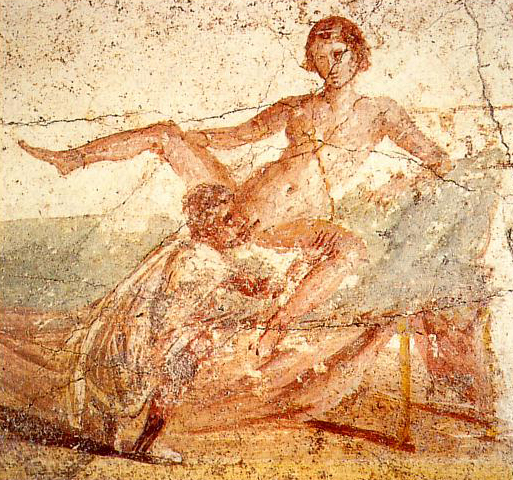
고대 로마 폼페이에 남겨진 커닐링구스 벽화

### 일반적 관점
커닐링구스에 관한 문화적 견해는 혐오에서 높은 존경에 이르기까지 다양하다. 커닐링구스는 많은 문화와 세계의 일부에서 금기시되거나 낙담한 것으로 간주되었다.
중국의 도교에서는 커닐링구스가 수명을 연장시키는 행위로 여겨져, 영적으로 성취되는 관습으로 존경받았다. 반면 로마 제국 기간 동안에는 커닐링구스가 여성에 대한 남자의 복종으로 간주 되었기 때문에 커닐링구스를 하는 비율이 감소했다. 이 증거로, 오현제 시대의 역사가이자 정치가 수에토니우스가 제2대 황제 티베리우스의 탓으로 여기는 수많은 성적 파렴치한 행위의 목록 중에 커닐링구스도 포함하고 있는 것을 들 수 있다. 로마 시대에는 커닐링구스가 남성이 여성에게 복종하는 파렴치한 행위로 여겨졌지만, 일부 남성 매춘부들은 여성들의 서비스 요청에 응하기 위해 욕실 구석에서 기다렸다. 이 증거는 공공 욕실이나 벽의 낙서, 단어 등으로 파악된다.
현대 서양 문화에서 커닐링구스는 청소년과 성인 사이에서 광범위하게 시행되고 있다. 몇몇 관할권의 법률은 행위와 관련하여 성범죄에 이르는 관행적 성행위로 간주하지만, 대부분의 국가에서는 항문 성교 또는 혼외 성교 달리 관행을 금지하는 법이 없다.
사람들은 커닐링구스를 수행하는, 또는 수행하지 않는 여러 가지 이유를 제시한다. 일부 사람들은 커닐링구스를 부자연스러운 것으로 간주한다. 왜냐하면 그 행위가 생식을 유발하지 않기 때문이다. 일부 문화권은 신체의 다른 부분에 상징주의를 부여하여 의식적으로 커닐링구스가 부정하거나 모욕적인 것이라고 믿게 한다.

### 종교적 관점

#### 도교
중국의 도교에서는 커닐링구스가 중요한 위치를 차지하고 있었다. 도교에서 체액은 매우 중요한 액체이며, 따라서 그 상실은 생명력의 쇠약을 일으키는 원인이 되고 반대로 그것을 마실 때 생명력(신경)을 회복할 수 있다고 생각했다.
| “ | 「3개의 산 꼭대기의 좋은 약」이 여자의 몸에서 발견되고 그것은 다음의 3개의 국, 혹은 정으로 구성된 ― ― 1개는 여자의 입에서, 다른 1개는 가슴에서, 그리고 3번째의 가장 강력한 것은 「주홍색의 버섯마루」（치구）에 있는 「백호의 동굴」로부터의 것이다. | ” |
|   | — 옥타비오 파스『conjunctions and disjunctions』 |   |

필립 로손에 따르면 이 절반 시적 · 절반 의학적인 은유는 중국인들 사이에서 커닐링구스의 인기를 설명하는 것이다라는 ― ― 「이 행위는 여성의 귀중한 액체를 마시는 좋은 방법이었다.」  중국의 학자 크리스토퍼 쉬퍼는 「규방술」에 관한 도교의 책이 「모종의 개선된 흡혈귀 행위」 를 기술하고 있다고 한다. 그러나, 이념적으로 도교에서는 이 행위에 의해서 이익을 얻는 것은 남자뿐 아니라 여자 또한 액체의 교환으로 혜택을 받는다. 남자와 여자의 액체를 섞는 것으로 도교 신자는 대극에 있는 것을 절충하고 성이 분리되기 전에 존재하던 신화적인 시대, 말하자면 원시의 「마음」의 시대를 되찾는 것이다.

#### 힌두교
비교종교학자 루차 엘리아데는 늙음과 죽음을 초월하고 열반의 상태에 이른다는 힌두교의 탄트라 요가의 실천에 접하고 있다. 탄트라 요가에서는 중요한 액체의 유지와 흡수에 중점을 두고 있으며, 시간과 죽음의 원칙에 따르는 것을 피하기 위해서는 남성의 정액을 방출하면 안된다는 것을 설명한다.

#### 기독교
성경의 아가서 7 : 3 (제임스 왕 역에서 7 : 2)는 커닐링구스에 대한 우회적 언급이 포함되어 있다고도 생각할 수 있지만, 많은 번역자는 핵심 단어를 "배꼽"로 번역하고 있다. 일부는 "여성의 웅덩이에 포도주가 가득 채워지고 있다는 묘사는 육욕적인 그릇에서 마시고 싶은 남자의 욕망을 암시하고 있다. 따라서 이것은 교정의 미묘하고 깊은 맛의 귀띔인지도 모른다"라는 해석을 보여주고 있다.
다른 번역에서는 다음과 같이도 읽을 수있는 - "너의 음부는 동그란 컵, 칵테일이 끊어진 적이 없다."(아가 7 : 2 שררך אגן הסהר אל יחסר המזג) 샌들에서 출발 "vulva"(히브리어 shor-- 아람어 '비밀 장소'라는 단어에서 파생 된), 배, 가슴으로 올라 간다고 하는 문맥이 단어의 의미를 거의 결정 짓는 것이다. 기독교와 유대교의 여러 전통에서 '아가'에 그려진 신랑과 신부의 에로틱한 친밀감에 영적인 의미를 부여하고 있다.

## 민속학
- 마르키즈 제도의 의례에서는 「...... 남자의 역할이 여자의 젖과 성기를 빨고 핥아 여자를 흥분시키는 것이었다. 」[9]
- 오스트랄 제도의 라이바바에서는 「전설의 시대에 신성한 사원에서 기도 후에 공개 성교가 이어졌고,커닐링구스가 행해졌다.」[10]
- 뉴기니에서는 의식적인 공개 구경거리로서의 커닐링구스가 행해졌다.「 먼저 남자가 여자를 지면으로 내던지면서 치마를 제거한다. 그리고 여자는 다리를 벌리고 서도록 명 받는다. 남자는 양다리 사이에 웅크리고, 여자의 성기에 입을 갖다 대고 핥도록 명 받는다. 그 뒤에 고구마가 여자의 질에 삽입되며 남자가 이를 조금씩 다 갉아 먹게 한다. 마지막으로 남자는 똑바로 눕도록 명령 받고 여자는 남자의 위에 걸터 앉으며 성기를 남자의 입에 갖다 댄다. 그리고 남자는 여자의 즙을 빨아내고 삼키도록 명 받는다.」[11]

## 고대, 중세, 근현대 문화 속에서

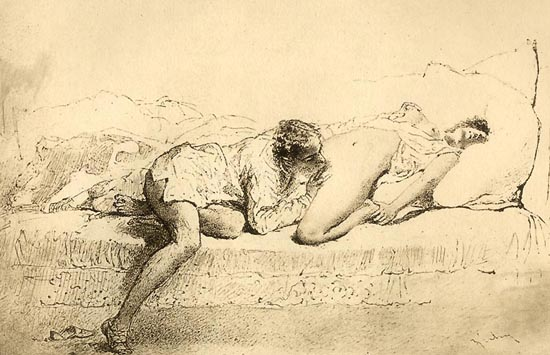
커닐링구스를 표현한 독일 화가 미하 치쉬의 그림

- 중국의 여제 측전무후는 신하나 고관들의 알현을 받을 때 자신에게 존경을 표하도록 커닐링구스를 시켰다.[12]
- 나폴레옹 보나파르트가 아내 조제핀 드 보아르네에게 쓴 편지에는 커닐링구스를 암시하는 내비치는 대목이 있다. "입술보다 더 아래쪽, 가슴보다 훨씬 아래쪽에 (중략) 알잖아, 내가 조금도 들르는 것을 잊거나 하지 않는……자, 그 작은 검은 숲, 그곳에 1000번 키스를 하며 근질근질함에 이르는 순간을 기다릴께"[13]
- 미국의 모터사이클 클럽 「지옥의 천사들」(Hells Angels)은 알레이스터 크롤리처럼, 생리중인 여성에 커닐링구스하는 것으로 유명하다.[14] 「지옥의 천사들」 멤버의 깃발에서 붉은 날개를 포함 있는 것은 구성원이 생리중인 여성에게 커닐링구스를 한 것을, 검은 날개를 포함하고 있는 것은 구성원이 흑인 여성에게 커닐링구스를 한 것을 보여주고 있다.[15]

## 대중 문화에서

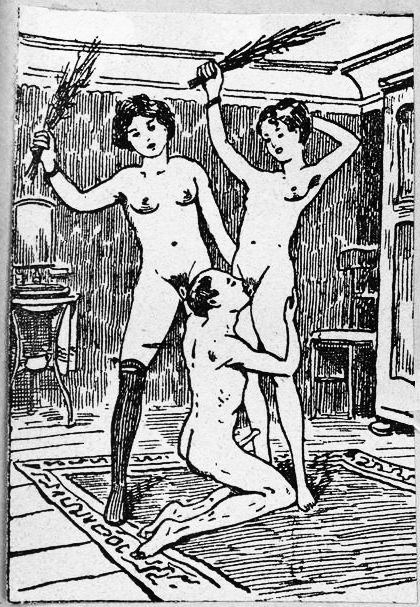
오스트리아의 소설 "조세핀의 대모험"(1922)에 나오는 삽화

### 음악
- 트웬티 핑거즈(20 Fingers ft Roula)의 1995년 작품 〈Lick It〉(핥아라)의 가사 내용, "당신은 여길 핥아야 해 우리가 몸을 합치기 전에 부드럽게 내가 젖은 상태에서 우린 몸을 합친다. 그는 기이한 유형의 애인 같았다 본론으로 들어갑시다 자, 어서 맛을 봐 당신은 이것에 집중해야 해 내 기대에 차게끔 ... (생략)"
- 트웬티 핑거즈(20 Fingers ft Katrina)의 1995년 작품 〈Sex Machine〉(섹스 기계)의 가사 내용, "오 예 음 왼쪽으로 옮겨야 해 (오 예) 오른쪽으로 옮겨야 해 (예) 네가 원하는 대로 옮겨야 해 아니 내가 원하는 대로 움직여야 해 밤새 나는 섹스 기계가 필요해 넌 너의 그것을 넣을 권리가 있어야 해 나도 빨리 하고 싶지만 그때까지 오래 지속해 줘 나를 미치게 해라 위아래로 나를 실망시키지 마라 내 섹스 기계가 되렴 나는 섹스 기계가 필요해 밤새 ... (생략)"
- 데니즈 라살(Denise Lasalle)의 2000년 작품 〈Lick It Before You Stick It〉(넣기 전에 핥아라)의 가사 내용, "이 노래를 저기 밖에 있는 모든 남자들에게 바친다 여자를 행복하게 하는 법을 모르는 것 같아 나는 너희 모두가 칭찬을 듣기를 원한다 이거 해보고 싶어? 어떤 남자들은 여자의 기쁨을 높이 생각하지 입술에 키스 할 때 어떤 남자들은 전희의 기쁨을 손가락 끝으로 애무할 때 ... (생략) ... 모든 여성의 꿈에 대한 해답이다 하지만 내가 그녀에게 키스하는 법을 알려주지 정말로 그녀의 비명 소리를 듣고 싶다면 말야 ... (생략) .. 그녀의 그곳을 핥아라 넣기 전에 하하 동료들은 지금 소녀들을 얻었다 지금 넌 넣을 수 없다 그러나 그녀의 그곳을 핥을 수 있다"
- 키아(Khia)의 2002년 작품 〈My Neck, My Back (Lick It)〉(나의 목, 나의 등 (핥아라)의 가사 내용, "(생략) ... 제대로 핥아 네가 해야 하는 것처럼 이 보지를 빨아 지금 제대로 핥아 보지를 빨아 네가 해야 할 것처럼 내 목 내 등 내 보지와 항문을 핥아 먼저 네 목을 들어야 해 멈추지 마 그냥 해 해 그런 다음 항문에서부터 앞쪽으로 혀를 굴려 그리고 내가 흔들고 쌀 때까지 빨아 ... (생략)"
- 크리스티나 아길레라(Christina Aguilera)의 2010년 작품 〈Woohoo〉(우후)의 가사 내용, "너도 니가 내 우후의 맛을 보고 싶어하는 걸 스스로 알고 있잖아 너도 니가 내 우후를 훔쳐보고 싶은 걸 스스로 알고 있잖아 너도 니가 내 힙에 입술을 대고 싶은걸 스스로 알고 있잖아 이제 내 우후 전체에 키스를 해 남자들은 모두 내 우후를 맛보면 케익인줄 알아 접시도 필요없어 그냥 니 얼굴에 핥짝핥짝핥짝 굉장한 남자군 이제 내 우후 전체에 키스를 해 ... (생략)"

## 건강
커닐링구스는 위험이 전혀 없는 것은 아니다. 클라미디아, 임질, 헤르페스, 매독, B형 간염과 같은 성병에 감염될 가능성이 있으며 근처에 위치하는 항문까지 시도한 경우 대변을 매개하는 A형 간염, 아메바 이질 등에 감염될 가능성이 있다.
여성의 성기 또는 남성의 손이나 입에 상처나 잇몸 출혈이 있으면 성병 감염 위험이 증가한다. 남성이 치약, 치실의 사용, 치과 치료, 감자칩처럼 바삭한 식품의 섭취 등을 커닐링구스 전후에 행한 경우에도 입안에 작은 상처를 만들기 때문에 위험이 증가한다. 이러한 상처는 현미경으로 밖에 보이지 않는 수준의 것이라도 입을 통해 감염되는 성병 감염 위험을 높인다. 이러한 접촉은 또한 성기와 성기 주변에 존재하거나 분비되는 보다 흔한 세균이나 바이러스에 의한 감염의 원인이 되기도 한다.

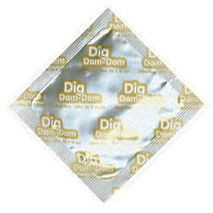
라텍스 시트

2005년 스웨덴의 말뫼 대학에서 실시한 연구 결과 인유두종 바이러스 (HPV)에 감염된 인간의 예방 수단을 이용하지 않는 커닐링구스가 구강암의 위험을 증가시키는 것으로 나타났다. 이 연구에 따르면 구강암 환자의 36 %가 HPV에 감염되어 있던 반면, 건강한 대조군에서는 1 % 밖에 감염되지 않았다.

### 예방과 위생
커닐링구스를 할 때 감염을 예방하는 가장 좋은 방법은 치아 댐 혹은 라텍스 시트를 이용하는 것이다. 현재는 커닐링구스 전용 제품도 시판되고 있다. 외음부에 시트를 부착하기 전에 수성 윤활제를 도포하는 것이 권장된다. 그러나 콘돔에서 직접 만든 덴탈 댐은 가위 등으로 구멍이 열려 버리는 위험이 있다. 또한 비닐 랩에는 전자레인지에서의 사용을 위해 미세한 구멍이 있는 것이 많으므로 식품 랩으로 만든 치아 댐은 병원체의 감염을 막기 어려울 가능성이 있다. 입을 사용하는 커닐링구스는 양자 모두 제대로 된 위생이 필요하다.

## 같이 보기
- 펠라티오
- 애닐링구스
- 안면승마
- 구강성교
- 치과 댐